# Cupido aegonides
Cupido aegonides är en fjärilsart som beskrevs av Bremer 1864. Cupido aegonides ingår i släktet Cupido och familjen juvelvingar. Inga underarter finns listade i Catalogue of Life.